# Piula de matollar
La piula de matollar (Anthus caffer) és un ocell de la família dels motacíl·lids (Motacillidae).

## Hàbitat i distribució
Habita sabanes àrides a les terres altes de l'extrem sud de Etiòpia, centre i sud de Kenya, nord de Tanzània, extrem sud-est de la República Democràtica del Congo, centre d'Angola, oest de Malawi, Zàmbia, centre de Zimbabwe, est de Botswana, extrem sud de Moçambic i nord-est de Sud-àfrica.